# Against All Odds 2005
Against All Odds (2005) was een professioneel worstel-pay-per-view (PPV) evenement dat georganiseerd werd door Total Nonstop Action Wrestling (TNA). Het was de eerste editie van Against All Odds en vond plaats op 13 februari 2005 in de TNA iMPACT! Zone in Orlando, Florida.

## Matches
| Nr. | Match | Winnaar(s)                        | Opmerkingen                                                     | Bron |
| --- | --- | --------------------------------- | --------------------------------------------------------------- | ---- |
| 1P  | Phi Delta Slam (Bruno Sassi & Big Tilly) vs. Lex Lovett & Buck Quartermain                                        | Phi Delta Slam                    | Tag team match.                                                 |      |
| 2P  | The Harris Brothers (Don Harris & Ron Harris) vs. Mikey Batts & Jerelle Clark                                     | The Harris Brothers               | Tag team match.                                                 |      |
| 3   | Elix Skipper vs. Petey Williams (met Coach D'Amore )                                                              | Elix Skipper                      | Een-op-een match.                                               |      |
| 4   | B.G. James & Jeff Hammond (met Ron Killings en Konnan) vs. Michael Shane & Kazarian                               | B.G. James & Jeff Hammond         | Tag team match.                                                 |      |
| 5   | Raven vs. Dustin Rhodes                                                                                           | Raven                             | Een-op-een match.                                               |      |
| 6   | America's Most Wanted (Chris Harris & James Storm) (c) vs. Kid Kash & Lance Hoyt                                  | America's Most Wanted             | Tag team match voor het NWA World Tag Team Championship.        |      |
| 7   | Abyss vs. Jeff Hardy                                                                                              | Abyss                             | Full Metal Mayhem match.                                        |      |
| 8   | Diamond Dallas Page & Monty Brown vs. Team Canada (Eric Young & Bobby Roode) (met Coach D'Amore en Johnny Devine) | Diamond Dallas Page & Monty Brown | Tag team match.                                                 |      |
| 9   | A.J. Styles (c) vs. Christopher Daniels (2-1)                                                                     | A.J. Styles                       | 30-minuten Iron Man match voor het TNA X Division Championship. |      |
| 10  | Jeff Jarrett (c) vs. Kevin Nash                                                                                   | Jeff Jarrett                      | Een-op-een match voor het NWA World Heavyweight Championship.   |      |